# Lichenostigma
Lichenostigma es un género de hongos en la familia Phaeococcomycetaceae. Incluye varias especies de hongos liquenícolos (hongos que son parásitos en líquenes). Algunas especies de este género forman líquenes.

## Especies
- Lichenostigma alpinum
- Lichenostigma amplum
- Lichenostigma anatolicum
- Lichenostigma arctoparmeliae
- Lichenostigma bolacinae
- Lichenostigma canariense
- Lichenostigma cosmopolites
- Lichenostigma dimelaenae
- Lichenostigma diploiciae
- Lichenostigma elongatum
- Lichenostigma epipolina
- Lichenostigma epirupestre
- Lichenostigma episulphurella
- Lichenostigma gracilis
- Lichenostigma hyalospora
- Lichenostigma iranicium
- Lichenostigma lecanorae
- Lichenostigma maureri
- Lichenostigma radicans